# شاسکومب
شاسکومب (به انگلیسی: Shoscombe) یک روستا و محله مدنی در بریتانیا است که در باث و سامرست شمال‌شرقی واقع شده‌است. شاسکومب ۴۴۳ نفر جمعیت دارد.